# Гафуров Салохіддін Ісмаїлович
Салохіддін Ісмаїлович Гафуров (тадж. Салоҳиддин Исмаилович Ғафуров, нар. 5 травня 1962) — радянський і таджицький футболіст, що грав на позиції захисника. По закінченні кар'єри футболіста — таджицький футбольний тренер. Відомий за роботою з національною збірною Таджикистану та низкою таджицьких клубів.

## Клубна кар'єра
Салохіддін Гафуров розпочав виступи на футбольних полях у 1980 році в складі команди другої ліги СРСР «Пахтакор» (Курган-Тюбе), в якій грав до 1985 року. У 1986—1987 роках грав у складі армійської аматорської команди «Зірка» (Таллінн), після чого повернувся до клубу з Курган-Тюбе, який на той час був перейменований на «Вахш». У складі команди грав аж до розпаду СРСР у 1991 році. Пізніше в 1996 році Гафуров знову розпочав грати у складі «Вахша» в чемпіонаті Таджикистану, та в 1997 році став у його складі чемпіоном Таджикистану і володарем Кубка Таджикистану. У 1999 році Салохіддін Гафуров завершив виступи на футбольних полях.

## Тренерська кар'єра
Після завершення виступів на футбольних полях Салохіддін Гафуров розпочав тренерську кар'єру. Він працював головним тренером клубу «Худжа Карімов», а в 2000 році став головним тренером національної збірної Таджикистану. У 2006 році Гафуров став асистентом головного тренера клубу «Вахш», одночасно також очолив юнацьку збірну Таджикистану віком гравців до 19 років. У 2007 році тренер очолив клуб «Вахш», головним тренером якого був до кінця 2008 року, приблизно в цей час також припинив роботу в юнацькій збірній країни.
На початку 2009 року Салохіддін Гафуров очолив душанбинський клуб «Істіклол», з яким у цьому році став володарем Кубка Таджикистану. У 2010 році тренер очолив клуб «Вахш», з яким працював до 2016 року, одночасно в 2012 році очоливши молодіжну збірну Таджикистану, а в 2015 році вдруге в кар'єрі очолював юнацьку збірну країни. У 2017 році Гафуров очолював клуб «Панджшер».

## Титули і досягнення

### Як гравця
- Чемпіон Таджикистану (1):

«Вахш»: 1997
- Володар Кубка Таджикистану (1):

«Вахш»: 1997

### Як тренера
- Володар Кубка Таджикистану (1):

«Істіклол»: 2009